# 袁州专区
袁州专区（袁州专署），中华人民共和国江西省已撤销的专区，在今江西省西北部。1949年置，专署驻宜春县（今宜春市袁州区）。辖萍乡市及宜春、宜丰、铜鼓、上高、万载、新喻、萍乡、分宜8县。

## 历史
1949年9月6日江西省人民政府公布设立袁州专署，驻宜春，辖宜春、万载、萍乡、宜丰、分宜、新喻、铜鼓、上高8县。
1950年，撤销萍乡市，并入萍乡县。1952年，撤销袁州专区，辖县划归南昌专区。
1952年10月8日批准撤销袁州专区，辖县划归南昌专区。